# Нојзис
Нојзис (њем. Neusiß) општина је у њемачкој савезној држави Тирингија. Једно је од 44 општинска средишта округа Илм. Према процјени из 2010. у општини је живјело 243 становника. Посједује регионалну шифру (AGS) 16070037.

## Географски и демографски подаци
Нојзис се налази у савезној држави Тирингија у округу Илм. Општина се налази на надморској висини од 400 метара. Површина општине износи 4,5 km². У самом мјесту је, према процјени из 2010. године, живјело 243 становника. Просјечна густина становништва износи 54 становника/km².